# York Haven
York Haven é um distrito localizado no estado norte-americano de Pensilvânia, no Condado de York.

## Demografia
Segundo o censo norte-americano de 2000, a sua população era de 809 habitantes.
Em 2006, foi estimada uma população de 799, um decréscimo de 10 (-1.2%).

## Geografia
De acordo com o United States Census Bureau tem uma área de
0,9 km², dos quais 0,8 km² cobertos por terra e 0,1 km² cobertos por água. York Haven localiza-se a aproximadamente 105 m acima do nível do mar.

## Localidades na vizinhança
O diagrama seguinte representa as localidades num raio de 12 km ao redor de York Haven.